# Ubuntu Unity
Ubuntu Unity — дистрибутив Linux, основанный на Ubuntu. Главным отличием от Ubuntu является поставляемая по умолчанию среда рабочего стола Unity.
Рабочие названия до первой стабильной версии: Unubuntu, Ubuntu Unity Remix.

## История
5 апреля 2017 года Марк Шаттлворт объявил о решении вернуть Ubuntu к поставке GNOME в качестве основной оболочки рабочего стола. Более того, заявлено о прекращении инвестирования в разработку оболочки Unity 8.
С февраля 2018 разработка Unity 8 продолжилась проектом UBports.
7 мая 2020 года состоялся первый выпуск Ubuntu Unity на основе переработанной оболочки Unity 7.
Начиная с версии 22.10 Ubuntu Unity вошла в состав официальных вариантов Ubuntu.

## История версий дистрибутива
| Легенда: | Старая версия | Старая поддерживаемая версия | Текущая версия | Тестовая версия | Будущая версия |

| Версия    | Кодовое название | Дата релиза     | Дата окончания поддержки | Ремарка                               |
| --------- | ---------------- | --------------- | ------------------------ | ------------------------------------- |
| 20.04 LTS | Focal Fossa      | 7 мая 2020      | апрель 2023              | Старая неподдерживаемая не-LTS-версия |
| 20.10     | Groovy Gorilla   | 22 октября 2020 | июль 2021                | Старая версия                         |
| 21.04     | Hirsute Hippo    | 22 апреля 2021  | январь 2022              | Старая версия                         |
| 21.10     | Impish Indri     | 14 октября 2021 | июль 2022                | Старая версия                         |
| 22.04 LTS | Jammy Jellyfish  | 21 апреля 2022  | апрель 2027              | Старая поддерживаемая LTS-версия      |
| 22.10     | Kinetic Kudu     | 20 октября 2022 | июль 2023                | Старая версия                         |
| 23.04     | Lunar Lobster    | 20 апреля 2023  | январь 2024              | Старая версия                         |
| 23.10     | Mantic Minotaur  | 12 октября 2023 | июль 2024                | Старая версия                         |
| 24.04 LTS | Noble Numbat     | 25 апреля 2024  | апрель 2029              | Старая поддерживаемая LTS-версия      |
| 24.10     | Oracular Oriole  | 10 октября 2024 | июль 2025                | Старая поддерживаемая версия          |
| 25.04     | Plucky Puffin    | 17 апреля 2025  | январь 2026              | Текущая версия                        |